# Tambora (Jakarta)
Tambora is een onderdistrict (kecamatan) van Jakarta Barat in het westen van Jakarta, Indonesië.
Het oude centrum (Kota Tua Jakarta) is gelegen in dit onderdistrict.

## Verdere onderverdeling
Het onderdistrict Tambora is verdeeld in 11 kelurahan:
1. Tanah Sereal - postcode 11210
2. Tambora - postcode 11220
3. Roa Malaka - postcode 11230
4. Pekojan - postcode 11240
5. Jembatan Lima - postcode 11250
6. Krendang - postcode 11260
7. Duri Utara - postcode 11270
8. Duri Selatan - postcode 11270
9. Kali Anyar - postcode 11310
10. Jembatan Besi - postcode 11320
11. Angke - postcode 11330

## Bezienswaardigheden
- Angke (Al Anwar) Moskee
- Hotel Batavia
- Toko Merah (Rode winkel) gebouwd omstreeks 1730.